# Films américains sortis en 1946
Listes de films américains
- 1942
- 1943
- 1944
- 1945
- 1946
- 1947
- 1948
- 1949
- 1950

Liste (non exhaustive) de films américains sortis en 1946.
The Best Years of Our Lives remporte l'Oscar du meilleur film à la 19e cérémonie des Oscars organisée le 13 mars 1947

## A-C (par ordre alphabétique des titres en anglais)
| Titre                       | Réalisateur                     | Distribution                                                                                           | Genre         | Notes/Studio                                 |
| --------------------------- | ------------------------------- | --- | ------------- | -------------------------------------------- |
| Abilene Town                | Edwin L. Marin                  | Randolph Scott, Ann Dvorak, Lloyd Bridges                                                              | Western       |                                              |
| Accomplice                  |                                 | Richard Arlen, Veda Ann Borg, Tom Dugan                                                                | Policier      |                                              |
| Angel on My Shoulder        | Archie Mayo                     | Paul Muni, Anne Baxter, Claude Rains                                                                   | Fantasy       | United Artists                               |
| Anna and the King of Siam   | John Cromwell                   | Irene Dunne, Rex Harrison, Linda Darnell                                                               | Comédie       | 20th Century Fox                             |
| Baby Bottleneck             | Robert Clampett                 | Looney Tunes                                                                                           | Dessin animé  | Warner Bros.                                 |
| Bad Bascomb                 | S. Sylvan Simon                 | Wallace Beery, Margaret O'Brien, Marjorie Main, J. Carrol Naish                                        | Western       |                                              |
| Baseball Bugs               | Friz Freleng                    | Looney Tunes                                                                                           | Dessin animé  | Warner Bros.                                 |
| The Beast with Five Fingers | Robert Florey                   | Robert Alda, Andrea King, Peter Lorre, Victor Francen, J. Carrol Naish                                 | Horreur       | Warner Bros.                                 |
| Beer Barrel Polecats        | Jules White                     | Les Trois Stooges                                                                                      | Court métrage | Columbia Pictures                            |
| Bedlam                      | Mark Robson                     | Boris Karloff, Anna Lee                                                                                | Thriller      |                                              |
| The Best Years of Our Lives | William Wyler                   | Fredric March, Myrna Loy, Dana Andrews, Teresa Wright, Virginia Mayo, Hoagy Carmichael, Harold Russell | Drame         | Academy Award pour la meilleure photographie |
| Beware                      | Bud Pollard                     | Louis Jordan, Frank L. Wilson                                                                          |               |                                              |
| The Big Sleep               | Howard Hawks                    | Humphrey Bogart, Lauren Bacall, Martha Vickers                                                         | Film noir     | Warner Bros.                                 |
| A Bird in the Head          | Edward Bernds                   | Les Trois Stooges                                                                                      | Court métrage | Columbia Pictures                            |
| Black Angel                 | Roy William Neill               | Dan Duryea, June Vincent, Peter Lorre, Broderick Crawford                                              | Film noir     | Universal Pictures                           |
| The Blue Dahlia             | George Marshall                 | Alan Ladd, Veronica Lake, William Bendix, Hugh Beaumont                                                | Film noir     | Paramount Pictures                           |
| Blue Skies                  | Stuart Heisler                  | Fred Astaire, Bing Crosby, Joan Caulfield                                                              | Film musical  | Paramount Pictures                           |
| Book Revue                  | Robert Clampett                 | | Dessin animé  | Warner Bros.                                 |
| The Bride Wore Boots        | Irving Pichel                   | Barbara Stanwyck, Robert Cummings                                                                      | Comédie       | Paramount Pictures                           |
| The Brute Man               | Jean Yarbrough                  | Rondo Hatton, Jane Adams, Tom Neal                                                                     | Horreur       | Universal                                    |
| Bunker Hill Bunny           | Friz Freleng                    | Bugs Bunny                                                                                             | Dessin animé  | Warner Bros.                                 |
| Canyon Passage              | Jacques Tourneur                | Dana Andrews, Brian Donlevy, Susan Hayward, Patricia Roc                                               | Western       | Universal                                    |
| The Cat Concerto            | William Hanna                   | Tom and Jerry                                                                                          | Dessin animé  | MGM                                          |
| Centennial Summer           | Otto Preminger                  | Jeanne Crain, Cornel Wilde, Linda Darnell, Walter Brennan                                              | Film musical  | 20th Century Fox                             |
| The Chase                   | Arthur Ripley                   | Robert Cummings, Michèle Morgan, Steve Cochran                                                         | Film noir     | United Artists                               |
| Cloak and Dagger            | Fritz Lang                      | Gary Cooper, Lilli Palmer, Robert Alda                                                                 | Thriller      |                                              |
| Cluny Brown                 | Ernst Lubitsch                  | Charles Boyer, Jennifer Jones, Peter Lawford                                                           | Comédie       | 20th Century Fox                             |
| Crack-Up                    | Irving Reis                     | Pat O'Brien, Claire Trevor, Herbert Marshall                                                           | Film noir     | RKO Pictures                                 |
| The Crimson Ghost           | Fred C. Brannon, William Witney | | Serial        | Republic Pictures                            |
| Cuban Pete                  | Jean Yarbrough                  | Desi Arnaz, Joan Fulton, Don Porter                                                                    | Film musical  | Universal Pictures                           |

## D-H
| Titre                      | Réalisateur           | Distribution                                                  | Genre              | Notes                           |
| -------------------------- | --------------------- | ------------------------------------------------------------- | ------------------ | ------------------------------- |
| The Dark Corner            | Henry Hathaway        | Lucille Ball, Clifton Webb, William Bendix                    | Film noir          |                                 |
| The Dark Mirror            | Robert Siodmak        | Olivia de Havilland, Lew Ayres, Thomas Mitchell               | Thriller           | Universal Pictures              |
| Daughter of Don Q          | Spencer Gordon Bennet |                                                               | Serial             | Republic                        |
| Deadline at Dawn           | Harold Clurman (en)   | Susan Hayward, Paul Lukas, Bill Williams                      | Film noir          | RKO                             |
| Deception                  | Irving Rapper         | Bette Davis, Paul Henreid                                     | Film noir          | Warner Bros.                    |
| Decoy                      | Jack Bernhard         | Jean Gillie, Edward Norris, Robert Armstrong                  | Film noir          |                                 |
| Devotion                   | Curtis Bernhardt      | Ida Lupino, Paul Henreid, Olivia de Havilland                 | Biographie         | Warner Bros.                    |
| The Diary of a Chambermaid | Jean Renoir           | Paulette Goddard, Burgess Meredith, Hurd Hatfield             | Drame              | United Artists                  |
| Dragonwyck                 | Joseph L. Mankiewicz  | Gene Tierney, Walter Huston, Vincent Price, Jessica Tandy     | Drame              | Fox                             |
| Dressed to Kill            | Roy William Neill     | Basil Rathbone, Nigel Bruce, Patricia Morison                 | Film à énigme      | Sherlock Holmes                 |
| Duel in the Sun            | King Vidor            | Gregory Peck, Joseph Cotten, Jennifer Jones, Lionel Barrymore | Western            | Selznick International Pictures |
| The Fabulous Suzanne       | Steve Sekely          | Barbara Britton, Rudy Vallée                                  | Comédie romantique | Republic Pictures               |
| Fear                       | Alfred Zeisler        | Peter Cookson, Warren William, Anne Gwynne                    | Drame              | Monogram                        |
| From This Day Forward      | John Berry            | Joan Fontaine, Mark Stevens                                   | Drame              | RKO                             |
| G.I. Wanna Home            | Jules White           | Les Trois Stooges                                             | Court métrage      | Columbia                        |
| Gallant Bess               | Harry Rapf            | Marshall Thompson, George Tobias                              | Familial, western  | MGM                             |
| Gallant Journey            | William A. Wellman    | Glenn Ford, Janet Blair, Charlie Ruggles                      | Film historique    | Columbia                        |
| The Gay Cavalier           | William Nigh          | Gilbert Roland, Martin Garralaga                              | Western            | Monogram                        |
| Gilda                      | Charles Vidor         | Glenn Ford, Rita Hayworth                                     | Film noir          | Columbia Pictures               |
| God's Country              | Robert Emmett Tansey  | Robert Lowery, Helen Gilbert, Buster Keaton                   | Comédie, western   |                                 |
| The Great Morgan           | Nat Perrin            | Frank Morgan, Tommy Dorsey                                    | Film musical       |                                 |
| The Green Years            | Victor Saville        | Charles Coburn, Tom Drake, Beverly Tyler                      | Comédie, Drame     | MGM                             |
| Hair-Raising Hare          | Charles M. Jones      | Bugs Bunny                                                    | Dessin animé       | Warner Bros.                    |
| Hare Remover               | Frank Tashlin         | Bugs Bunny                                                    | Dessin animé       | Warner Bros.                    |
| The Harvey Girls           | George Sidney         | Judy Garland, Ray Bolger, Angela Lansbury                     | Film musical       | Academy Award meilleure chanson |
| The Hoodlum Saint          | Norman Taurog         | William Powell, Esther Williams, Lewis Stone                  | Drame              | MGM                             |
| House of Horrors           | Jean Yarbrough        | Rondo Hatton, Robert Lowery, Virginia Grey                    | Horreur            | Universal                       |
| Humoresque                 | Jean Negulesco        | John Garfield, Joan Crawford                                  | Mélodrame          | Warner Bros.                    |

## I-N
| Titre                          | Réalisateur                 | Distribution                                                     | Genre                 | Notes                         |
| ------------------------------ | --------------------------- | ---------------------------------------------------------------- | --------------------- | ----------------------------- |
| It's a Wonderful Life          | Frank Capra                 | James Stewart, Donna Reed, Lionel Barrymore                      | Fantasy               | RKO Pictures                  |
| The James Brothers of Missouri | Fred C. Brannon             | Keith Richards, Noel Neill                                       | Western               | Republic Pictures             |
| The Jolson Story               | Alfred E. Green             | Larry Parks, William Demarest                                    | Biographie            | Columbia Pictures             |
| Just Before Dawn               | William Castle              | Warner Baxter                                                    | Film à énigme         |                               |
| The Kid from Brooklyn          | Norman Z. McLeod            | Danny Kaye, Virginia Mayo, Vera-Ellen                            | Comédie               | Reprise de The Milky Way 1936 |
| The Killers                    | Robert Siodmak              | Ava Gardner, Burt Lancaster, Edmond O'Brien                      | Film noir             | Universal Pictures            |
| King of the Forest Rangers     | Spencer Gordon Bennet       | Larry Thompson                                                   | Serial                | RKO Pictures                  |
| Kitty Kornered                 | Robert Clampett             |                                                                  | Dessin animé          | Warner Bros.                  |
| Lady Luck                      | Edwin L. Marin              | Robert Young, Barbara Hale                                       | Comédie               | RKO Pictures                  |
| Little Giant                   | William A. Seiter           | Abbott et Costello                                               | Comédie               | Universal Pictures            |
| The Locket                     | John Brahm                  | Laraine Day, Brian Aherne, Robert Mitchum                        | Film noir             | RKO Pictures                  |
| Lost City of the Jungle        |                             | Russell Hayden                                                   | Serial                | Universal Pictures            |
| Make Mine Music                | Jack Kinney, Clyde Geronimi | Dinah Shore, Benny Goodman, The Andrews Sisters                  | Dessin animé          | Walt Disney                   |
| The Man Who Dared              | John Sturges                | George Macready, Forrest Tucker                                  | Drame                 | Columbia Pictures             |
| Meet Me on Broadway            | Leigh Jason                 | Marjorie Reynolds, Spring Byington, Allen Jenkins, Gene Lockhart | Comédie, Film musical | Columbia Pictures             |
| The Milky Waif                 | Hanna-Barbera               | Tom and Jerry                                                    | Dessin animé          | MGM                           |
| Miss Susie Slagle's            | John Berry                  | Veronica Lake, Sonny Tufts, Lillian Gish                         | Romance               | Paramount Pictures            |
| Monkey Businessmen             | Edward Bernds               | Les Trois Stooges                                                | Court métrage         | Columbia Pictures             |
| Mr. Ace                        | Edwin L. Marin              | George Raft, Sylvia Sydney                                       | Policier              |                               |
| Murder in the Music Hall       | John English                | Nancy Kelly, Vera Ralston                                        | Film musical          |                               |
| My Darling Clementine          | John Ford                   | Henry Fonda, Victor Mature, Walter Brennan, Ward Bond            | Western               | 20th Century Fox              |
| My Reputation                  | Curtis Bernhardt            | Barbara Stanwyck, George Brent                                   | Romance               | Warner Bros.                  |
| The Mysterious Mr. M           | Lewis Collins, V. Keays     |                                                                  | Serial                | Universal Pictures            |
| The Mysterious Mr. Valentine   | Philip Ford                 | William Henry, Linda Stirling, Virginia Christine                | Film noir             | Republic Pictures             |
| Night and Day                  | Michael Curtiz              | Cary Grant, Alexis Smith, Jane Wyman                             | Film musical          | Biographie de Cole Porter     |
| Night Editor                   | Henry Levin                 | William Gargan, Janis Carter                                     | Film noir             | Columbia Pictures             |
| A Night in Casablanca          | Archie Mayo                 | Marx Brothers, Sig Ruman                                         | Comédie               | United Artists                |
| Night in Paradise              | Arthur Lubin                | Merle Oberon, Turhan Bey, Gale Sondergaard                       | Comédie dramatique    | Universal Pictures            |
| Nobody Lives Forever           | Jean Negulesco              | John Garfield, Geraldine Fitzgerald                              | Film noir             | Warner Bros.                  |
| Nocturne                       | Edwin L. Marin              | George Raft, Lynn Bari, Virginia Huston                          | Film noir             | RKO Pictures                  |
| Notorious                      | Alfred Hitchcock            | Cary Grant, Ingrid Bergman, Claude Rains                         | Suspense              | RKO Pictures                  |

## O-S
| Titre                            | Réalisateur                  | Distribution                                    | Genre            | Notes              |
| -------------------------------- | ---------------------------- | ----------------------------------------------- | ---------------- | ------------------ |
| Of Human Bondage                 | Edmund Goulding              | Paul Henreid, Eleanor Parker, Janis Paige       | Drame            | Warner Bros.       |
| Outlaws of the Plains            | Sam Newfield                 | Buster Crabbe, Al St. John, Bud Osborne         | Western          | PRC                |
| The Phantom Rider                | Spencer Gordon Bennet        | Robert Kent                                     | Serial           | Republic Pictures  |
| The Postman Always Rings Twice   | Tay Garnett                  | Lana Turner, John Garfield                      | Film noir        | MGM                |
| Quentin Quail                    | Chuck Jones                  |                                                 | Animation        | Warner Bros.       |
| Racketeer Rabbit                 | Friz Freleng                 | Bugs Bunny                                      | Animation        | Warner Bros.       |
| The Razor's Edge                 | Edmund Goulding              | Tyrone Power, Gene Tierney                      | Drame            | 20th Century Fox   |
| Rhapsody Rabbit                  | Friz Freleng                 | Bugs Bunny                                      | Animation        | Warner Bros.       |
| Rhythm and Weep                  | Jules White                  | Les Trois Stooges                               | Court métrage    | Columbia Pictures  |
| Road to Utopia                   | Hal Walker                   | Bing Crosby, Bob Hope, Dorothy Lamour           | Comédie musicale | Paramount Pictures |
| The Scarlet Horseman             | Lewis D. Collins, Ray Taylor |                                                 | Serial           | Universal Pictures |
| The Secret Heart                 | Robert Z. Leonard            | Claudette Colbert, Walter Pidgeon               | Drame            | MGM                |
| The Secret of the Whistler       | George Sherman               | Richard Dix, Leslie Brooks                      | Policier, Drame  | Colombia Pictures  |
| Sentimental Journey              | Walter Lang                  | Maureen O'Hara, John Payne                      | Drame            | 20th Century Fox   |
| She-Wolf of London               | Jean Yarbrough               | June Lockhart, Don Porter                       | Horreur          | Universal          |
| Shock                            | Alfred L. Werker             | Vincent Price, Lynn Bari, Frank Latimore        | Film noir        | 20th Century Fox   |
| Sister Kenny                     | Dudley Nichols, Jack Gage    | Rosalind Russell, Alexander Knox                | Biographie       | RKO Pictures       |
| So Dark the Night                | Joseph H. Lewis              | Steven Geray                                    | Film noir        |                    |
| Solid Serenade                   | Hanna-Barbera                | Tom and Jerry                                   | Animation        | MGM                |
| Somewhere in the Night           | Joseph L. Mankiewicz         | John Hodiak, Lloyd Nolan                        | Film noir        | 20th Century Fox   |
| Song of the South                | Wilfred Jackson              |                                                 | Dessin animé     | RKO Pictures       |
| Special Delivery                 |                              |                                                 | Propagande       | Air Force          |
| The Spiral Staircase             | Dore Schary                  | Dorothy McGuire, George Brent                   | Thriller         | RKO Pictures       |
| Springtime for Thomas            | Hanna-Barbera                | Tom and Jerry                                   | Animation        | MGM                |
| A Stolen Life                    | Curtis Bernhardt             | Bette Davis, Glenn Ford                         | Drame            | Warner Bros.       |
| The Strange Love of Martha Ivers | Lewis Milestone              | Barbara Stanwyck, Van Heflin, Lizabeth Scott    | Film noir        | Paramount          |
| The Stranger                     | Orson Welles                 | Edward G. Robinson, Loretta Young, Orson Welles | Film noir        | RKO                |
| Suspense                         | Frank Tuttle                 | Barry Sullivan, Belita, Albert Dekker           | Film noir        | Monogram           |
| Swing Parade of 1946             | Phil Karlson                 | Les Trois Stooges, Gale Storm                   | Comédie musicale | Monogram           |

## T-Z
| Titre                        | Réalisateur       | Distribution                                          | Genre                    | Notes                                  |
| ---------------------------- | ----------------- | ----------------------------------------------------- | ------------------------ | -------------------------------------- |
| A Tale of Two Cities         |                   |                                                       | Propagande               | Bombardements de Hiroshima et Nagasaki |
| Tangier                      | George Waggner    | Maria Montez, Robert Paige, Sabu                      | Thriller                 | Universal Pictures                     |
| Tarzan and the Leopard Woman | Kurt Neumann      | Johnny Weissmuller, Brenda Joyce                      | Aventure                 | RKO Pictures                           |
| Terror by Night              | Roy William Neill | Basil Rathbone, Nigel Bruce                           | Film à énigme            | Universal Pictures                     |
| That Justice Be Done         |                   |                                                       | Propagande               | Office of War Information              |
| They Made Me a Killer        | William C. Thomas | Robert Lowery, Barbara Britton                        | Film noir                | Paramount Pictures                     |
| Three Little Pirates         | Edward Bernds     | Les Trois Stooges                                     | Court métrage            | Columbia Pictures                      |
| Three Loan Wolves            | Jules White       | Les Trois Stooges                                     | Court métrage            | Columbia Pictures                      |
| Three Strangers              | Jean Negulesco    | Sydney Greenstreet, Geraldine Fitzgerald, Peter Lorre | Policier                 | Warner Bros.                           |
| The Three Troubledoers       | Edward Bernds     | Les Trois Stooges                                     | Court métrage            | Columbia Pictures                      |
| Till the Clouds Roll By      | Richard Whorf     | Judy Garland, Lena Horne, Frank Sinatra               | Biographie, Film musical | MGM                                    |
| The Time of Their Lives      | Charles Barton    | Abbott et Costello, Marjorie Reynolds                 | Comédie                  | Universal Pictures                     |
| To Each His Own              | Mitchell Leisen   | Olivia de Havilland, John Lund                        | Drame                    | Paramount Pictures                     |
| Tomorrow Is Forever          | Irving Pichel     | Claudette Colbert, Orson Welles                       | Film noir                | RKO Pictures                           |
| The Trap (en)                | Howard Bretherton | Sidney Toler, Victor Sen Yung, Tanis Chandler         | Policier                 |                                        |
| Trap Happy                   | Hanna-Barbera     | Tom and Jerry                                         | Dessin animé             | MGM                                    |
| Two Smart People             | Jules Dassin      | Lucille Ball, John Hodiak, Lloyd Nolan                | Policier                 | MGM                                    |
| Two Years Before the Mast    | John Farrow       | Alan Ladd, Barry Fitzgerald, Esther Fernandez         | Aventure                 | MGM                                    |
| Undercurrent                 | Vincente Minnelli | Katharine Hepburn, Robert Mitchum                     | Film noir                | MGM                                    |
| Uncivil War Birds            | Jules White       | Les Trois Stooges                                     | Court métrage            | Columbia Pictures                      |
| Vacation in Reno             | Leslie Goodwins   | Jack Haley, Anne Jeffreys                             | Comédie                  | RKO Pictures                           |
| The Verdict                  | Don Siegel        | Peter Lorre, Sydney Greenstreet                       | Film noir                |                                        |
| The Virginian                | Stuart Gilmore    | Joel McCrea, Brian Donlevy                            | Western                  | Paramount Pictures                     |
| Wake Up and Dream            | Lloyd Bacon       | John Payne, June Haver, Charlotte Greenwood           | Drame                    |                                        |
| Walky Talky Hawky            | Robert McKimson   |                                                       | Dessin animé             | Warner Bros.                           |
| Whistle Stop                 | Léonide Moguy     | George Raft, Ava Gardner                              | Film noir                | United Artists                         |
| Without Reservations         | Mervyn LeRoy      | Claudette Colbert, John Wayne                         | Comédie                  | RKO Pictures                           |
| The Yearling                 | Clarence Brown    | Gregory Peck, Jane Wyman, Claude Jarman Jr.           | Familial, drame          | MGM                                    |

## Source de la traduction
- (en) Cet article est partiellement ou en totalité issu de l’article de Wikipédia en anglais intitulé « List of American films of 1946 » (voir la liste des auteurs).